# Silkworm (videohra)
Silkworm je hra pro dva hráče vydaná v roce 1988, z nichž jeden ovládá vrtulník a druhý jeep. Hra je v pohledu z boku. Hra má několik úrovní v pohybující se krajině; na konci každé úrovně je nutné svést souboj s velkým nepřítelem, kterým je buď velký vrtulník v lichých úrovních nebo velký tank v sudých úrovních. Během každé úrovně se objeví postupně se skládající helikoptéra, po jejímž zničení má hráč možnost získat lepší zbraňový systém nebo body navíc.
Hra byla vydána pro počítače Amstrad CPC, Sinclair ZX Spectrum, C64, Atari ST, Amiga, NES.
Verze pro ZX Spectrum má 11 úrovní, každá úroveň je zakončena soubojem s velkým vrtulníkem. V této verzi se skládající helikoptéra nemůže objevit společně s velkým nepřítelem na konci úrovně. Také zde nejsou nepřátelé přijíždějící zleva.
Existuje i podobná hra Swiv s vrtulníkem a jeepem, ale v pohledu shora.